# Астон, Уильям Джордж
Уильям Джордж Астон (англ. William George Aston; 9 апреля 1841, Дерри — 22 ноября 1911, Бир, Девон) — британский дипломат и востоковед, один из основоположников британской японистики.
В 1866 г. впервые прибыл в Японию в качестве переводчика при дипломатической миссии и состоял на дипломатической службе до 1889 года. С 1875 г. вице-консул в Токио, в 1882 г. консул в Нагасаки. Затем несколько лет занимался подготовкой британско-корейского договора о дружбе и торговле. В 1884—1885 гг. генеральный консул Великобритании в Корее. Опубликовал «Краткую грамматику японского устного языка» (англ. A Short Grammar of the Japanese Spoken Language; 1869, переиздания 1871, 1873, 1888), «Грамматику японского письменного языка» (англ. A Grammar of the Japanese Written Language; 1872, расширенные издания 1877, 1904), «Сравнительное исследование японского и корейского языков» (англ. Comparative Study of the Japanese and Korean Languages; 1879), «Историю японской литературы» (англ. A History of Japanese Literature; 1899, русский перевод В. Мендрина 1904), две книги о синтоизме, английский перевод средневековой японской исторической хроники «Нихон сёки» (1896).
Богатая коллекция японских книг, собранная Астоном, отошла Кембриджскому университету. Другая часть его японской коллекции, а также собрание корейских книг поступили в Азиатский музей в Санкт-Петербурге.